# 半田稲荷神社
半田稲荷神社（はんだいなりじんじゃ）は、東京都葛飾区東金町にある稲荷神社である。尾張徳川家の立願所であった。

## 歴史
和銅4年（711年）の創建とも永久年間（1113年-1117年）の創建ともいわれる古社である。江戸中期以降は麻疹と安産の神様として知られ、歌舞伎や狂言にも描かれている。子供の疱瘡、麻疹、安産祈願の参詣が多く、明和・安永（1764年-1781年）の頃には願人坊主が「葛西金町半田の稲荷、疱瘡も軽い麻疹も軽い…」と節面白く全国を謡い踊り歩いたと言われ、歌舞伎舞踊でも演ぜられるようになった。境内御神水の玉垣には市川團十郎や尾上菊五郎などの歌舞伎役者の名前が彫られている。

## 文化財について
半田稲荷神社関連の文化財には「半田稲荷神社神泉遺構」や「半田稲荷神社板絵類 12面 附他2面」があり、東京都葛飾区指定文化財となっている。

## 交通
東日本旅客鉄道（JR東日本）常磐緩行線「金町駅」、京成金町線「京成金町駅」より徒歩12分。

## 関連文献
- 斎藤幸雄「巻之七 揺光之部 半田稲荷社」『江戸名所図会』 4巻、有朋堂書店、1927年、284-285頁。NDLJP:1174161/147。